# Hunter (Ohio)
Hunter és una concentració de població designada pel cens dels Estats Units a l'estat d'Ohio. Segons el cens del 2000 tenia 1.737 habitants.

## Demografia
Segons el cens del 2000, Hunter tenia 1.737 habitants, 682 habitatges, i 553 famílies. La densitat de població era de 416,6 habitants per km².
Dels 682 habitatges en un 29,5% hi vivien nens de menys de 18 anys, en un 71,1% hi vivien parelles casades, en un 6,3% dones solteres, i en un 18,9% no eren unitats familiars. En el 16,4% dels habitatges hi vivien persones soles el 5,7% de les quals corresponia a persones de 65 anys o més que vivien soles. El nombre mitjà de persones vivint en cada habitatge era de 2,55 i el nombre mitjà de persones que vivien en cada família era de 2,85.
Per edats la població es repartia de la següent manera: un 20,8% tenia menys de 18 anys, un 6,8% entre 18 i 24, un 26,7% entre 25 i 44, un 31,4% de 45 a 60 i un 14,3% 65 anys o més.
L'edat mediana era de 42 anys. Per cada 100 dones de 18 o més anys hi havia 98,4 homes.
La renda mediana per habitatge era de 47.132 $ i la renda mediana per família de 54.917 $. Els homes tenien una renda mediana de 38.947 $ mentre que les dones 28.064 $. La renda per capita de la població era de 25.245 $. Aproximadament el 2% de les famílies i l'1% de la població estaven per davall del llindar de pobresa.

## Poblacions més properes
El següent diagrama mostra les poblacions més properes.